# Diecezja Broome
Diecezja Broome (łac. Diœcesis Broomensis) – diecezja Kościoła rzymskokatolickiego w metropolii Perth, obejmująca północną część stanu Australia Zachodnia. Powstała w 1887 jako wikariat apostolski, wyłączony z diecezji Perth pod nazwą "Kimberley w Australii Zachodniej". W 1959 zmieniono nazwę wikariatu na "Kimberleys", a w 1966 podniesiono ją do rangi diecezji.

## Główne świątynie
- Katedra: Katedra Naszej Pani Królowej Pokoju w Broome